# Euophrys marmarica
Euophrys marmarica es una especie de araña saltarina del género Euophrys, familia Salticidae. Fue descrita científicamente por Caporiacco en 1928.
Habita en Libia.